# Cặp electron

Orbital phân tử mô tả liên kết hóa trị (trái) và cực trị (phải) trong một phân tử 2 nguyên tử. Trong cả hai trường hợp, liên kết được tạo ra bởi sự hình thành một cặp electron.

Trong hóa học một cặp electron, hay cặp điện tử, cặp Lewis, bao gồm hai điện tử có cùng quỹ đạo phân tử nhưng lại có spin ngược nhau.
Khái niệm cặp điện tử được Gilbert N. Lewis giới thiệu trong một bài báo năm 1916.

## Khái niệm
Vì electron là fermion, nguyên lý loại trừ Pauli cấm các hạt này có cùng số lượng tử. Vì vậy cách duy nhất để chiếm cùng một quỹ đạo, tức là có cùng số lượng tử quỹ đạo, là khác nhau về số lượng tử spin. Điều này làm hạn chế số lượng các điện tử trong cùng quỹ đạo về giá trị hai điện tử.
Việc ghép cặp spin thường là thuận lợi về năng lượng, và các cặp electron đóng một vai trò rất lớn trong hóa học. Chúng có thể tạo thành một liên kết hóa học giữa hai nguyên tử, hoặc chúng có thể xảy ra như một cặp đơn độc điện tử hóa trị. Chúng cũng điền vào các mức cốt lõi của một nguyên tử.
Bởi vì spin được ghép cặp, moment từ của cặp điện tử sẽ bị triệt tiêu và sự đóng góp của cặp với các tính chất từ nói chung sẽ là nghịch từ.
Mặc dù một xu hướng chủ yếu là ghép cặp electron có thể được quan sát thấy trong hóa học, cũng có thể các điện tử xuất hiện như các electron không ghép cặp.
Trong trường hợp liên kết kim loại, moment từ cũng triệt tiêu ở mức độ lớn, nhưng mối liên kết này mang tính cộng đồng hơn để không thể phân biệt các cặp electron riêng lẻ và tốt hơn nên xem xét các electron như là một "đại dương" tập thể.
Một trường hợp rất đặc biệt về sự hình thành cặp electron xảy ra trong siêu dẫn, đó là sự hình thành cặp Cooper.

Các cặp đơn độc trong cấu trúc Lewis của hydroxide biểu diễn bằng hai chấm.

## Liên kết hóa học
Các cặp điện tử đóng một vai trò đặc biệt trong liên kết hóa học: liên kết nguyên tử được thực hiện qua trung gian là các cặp electron liên kết nằm giữa hai nguyên tử liên quan và phổ biến cho cả hai. Loại liên kết này là quan trọng nhất, cùng với liên kết ion và liên kết kim loại.
Ngược lại, các cặp electron tự do (hay cặp đơn độc) chỉ thuộc về một nguyên tử. Theo khuyến cáo của IUPAC, cặp này nên được biểu diễn bằng hai chấm để dễ phân biệt tốt hơn.